# المخيم الكشفي العالمي التاسع عشر
عقد المخيم الكشفي العالمي التاسع عشر (بالإسبانية:19º Jamboree Scout Mundial) في تشيلي ويعتبر هذا الحدث يجرى لأول مرة في أمريكا الجنوبية، وكان مكان المخيم في سفوح جبال الأنديز بمساحه 7،400 فدان (30 كيلو متر مربع) والتي تبعد حوالي 38 ميلا (61 كم) إلى الجنوب من المخيم الكشفي العالمي التاسع عشر عن العاصمة سانتياغو. كان المخيم لمدة 11 أيام، في الفترة من 27 ديسمبر 1998 إلى 6 يناير 1999، وحضر ما يقرب من 31،000 من الكشافة والقادة من كل جمعيات الكشافة في العالم تقديراً لهذا الحدث السنوي الذي يعقد كل 4 سنوات.